# Накасато Ю
Накасато Ю (яп. 中里 優; нар. 14 липня 1994) — японська футболістка. Вона грала за збірну Японії.

## Клубна кар'єра
У 2011 році дебютувала в «Ніттере Бередза».

## Кар'єра в збірній
Дебютувала у збірній Японії 2 червня 2016 року в поєдинку проти США. З 2016 по 2018 рік зіграла 20 матчів в національній збірній.

## Статистика виступів
| Збірна Японії | Збірна Японії | Збірна Японії |
| Рік           | Матчі         | Голи          |
| ------------- | ------------- | ------------- |
| 2016          | 3             | 0             |
| 2017          | 13            | 0             |
| 2018          | 4             | 0             |
| Загалом       | 20            | 0             |